# آلفهايمير

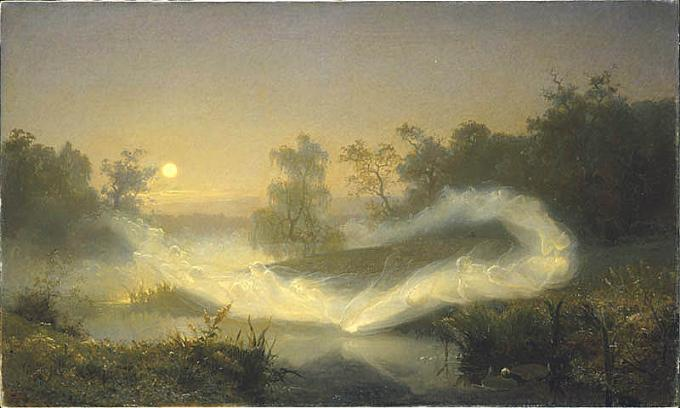
الآلف الراقص، لوحة لأغسطس مالمستروم 1866

آلفهايمر (بالنوردية القديمة: Álfheimr) بمعنى «أرض الآلف» وتسمى أيضًا ليوسالفهايمر بمعنى «أرض آلف النور»، هو أحد العوالم التسع وموطن آلف النور في الأساطير النوردية.